# 캠퍼 (건담 시리즈)
캠퍼(독일어: Kämpfer, 일본어: ケンプファー)는 《건담 시리즈》에 등장하는 모빌 슈트(MS)로 분류되는 가공의 유인 조종식 인간형 로봇 병기이다. 1989년에 발매된 OVA 《기동전사 건담 0080 주머니 속의 전쟁》에서 처음으로 등장했다.

## 같이 보기
- 기동전사 건담 0080 주머니 속의 전쟁